# 데이비드 카토아타우
데이비드 카토아타우(영어: David Katoatau, 1984년 7월 17일 ~ )는 키리바시의 역도 선수이다.

## 생애
데이비드 카토아타우는 1984년 7월 17일 키리바시 노노우티 환초에서 태어났다. 그의 첫 국제대회 메달은 2006년 사모아의 아피아에서 열린 오세아니아 역도 선수권 대회에서 딴 85kg급 동메달이다.
그후 2007년 아피아에서 열린 오세아니아 역도 선수권 대회와 퍼시픽 게임에서 각각 94kg, 85kg급에서 금메달, 동메달을 따내고, 2011년 누메아, 2015년 파푸아뉴기니 포트모르즈비에서 열린 퍼시픽 게임에서 각각 금,은 메달을 따냈다.
하지만, 2008년, 2012년 베이징 올림픽과 런던 올림픽에 85kg, 94kg급에 출전하였지만 각각 15등, 17등에 랭크되면서 메달은 좌절 되는 아픔을 겪었다. 2016년 리우 올림픽에는 105kg에 출전했다.

## 같이 보기
- 2008년 하계 올림픽 키리바시 선수단